# Auxílio maternidade
Auxílio ou salário maternidade urbano e rural é um benefício de toda criança após o nascimento. Este benefício também é devido aos pais que adotem uma criança e também a mãe que sofre aborto não criminoso.

## Regras e duração do benefício

### Regras do benefício
Para ter acesso a este benefício é necessário ter o que é chamado de qualidade de segurado(a), isso significa que para que você tenha direito a este benefício terá que ter contribuído de alguma forma para o INSS ou estar dentro dos chamados segurados especiais - trabalhadores de área rural, aqueles que moram em área rural e tiram os seus sustentos deste trabalho, seja, plantando, criando gado, galinha, porcos, etc...
Para solicitar este beneficio é necessário comprovar ter a qualidade de segurado(a) por 01 mês a mais que o período de gestação, isso significa que se a gestação for de 09 meses para ter direito ao benefício você terá que comprovar que contribuiu por 10 meses ou que residiu na área rural pelo período mínimo de 10 meses.
Existem algumas exceções para as empregadas domésticas e para as micro empreenderas, estas duas não precisam comprovar ter 01 mês a mais que o período de gestação para ter direito ao benefício.
O salário-maternidade do empregado(a) doméstico(a) e do microempreendedor(a) individual deve ser requerido diretamente no INSS (§ 3º do artigo 72 da Lei nº 8.213/1991).

### Duração do benefício
A duração do salário-maternidade dependerá do tipo do evento que deu origem ao benefício:
- 120 dias no caso de parto;

- 120 dias no caso de adoção ou guarda judicial para fins de adoção, independentemente da idade do adotado que deverá ter no máximo 12 anos de idade;

- 120 dias, no caso de natimorto;
- 14 dias, no caso de aborto espontâneo ou previstos em lei (estupro ou risco de vida para a mãe), a critério médico.

## Documentos necessários
- Carteiras de trabalho, carnês do INSS, comprovantes que reside na área rural ou outros comprovantes de contribuição.

- Certidão de nascimento ou de natimorto do dependente;
- Em caso de guarda, deve apresentar o Termo de Guarda com a indicação de que a guarda destina-se à adoção;
- Em caso de adoção, deverá apresentar a nova certidão de nascimento expedida após a decisão judicial.

## Informações importantes
Em situação de adoção ou parto de mais de uma criança, o segurado terá direito somente ao pagamento de um salário-maternidade;
No caso de empregos concomitantes ou de atividade simultânea na condição de segurado empregado, como Contribuinte Individual ou Doméstico, o cidadão fará jus ao salário-maternidade relativo a cada emprego ou atividade;
O salário-maternidade não pode ser acumulado com benefícios por incapacidade: por exemplo, auxílio-doença ou aposentadoria por invalidez;
O salário-maternidade será devido ao adotante do sexo masculino, para adoção ou guarda para fins de adoção, ocorrida a partir de 25/10/2013.
A partir de 23/1/2013, é garantido, no caso de falecimento do segurado, que tinha direito ao recebimento de salário-maternidade, o pagamento do benefício ao cônjuge ou companheiro sobrevivente, desde que este também possua as condições necessárias à concessão do benefício em razão de suas próprias contribuições. Para o reconhecimento desse direito, é necessário que o sobrevivente solicite o benefício até o último dia do prazo previsto para o término do salário-maternidade originário (120 dias). Esse benefício, em qualquer hipótese, é pago pelo INSS.
Caso não possa comparecer ao INSS, o cidadão tem a opção de nomear um procurador para fazer o requerimento em seu lugar;